# Мерянка (река)
Мерянка — небольшая река на севере Москвы и в Московской области, правый приток Клязьмы. Название реки произошло от названия финно-угорского племени меря или меряне. Высота устья — 162 м над уровнем моря.
Протекает между Савёловской железной дорогой и Дмитровским шоссе к северу от МКАД. Исток — родники Торфянки в Северо-Восточном административном округе Москвы. Течёт на север, в нижней половине протекает через деревни Виноградово, Горки, Грибки (все — городской округ Мытищи) и город Долгопрудный. Впадает в Хлебниковский затон Клязьминского водохранилища.
В верховьях на реке образованы пруды Большой Южный, Центральный, Северный.

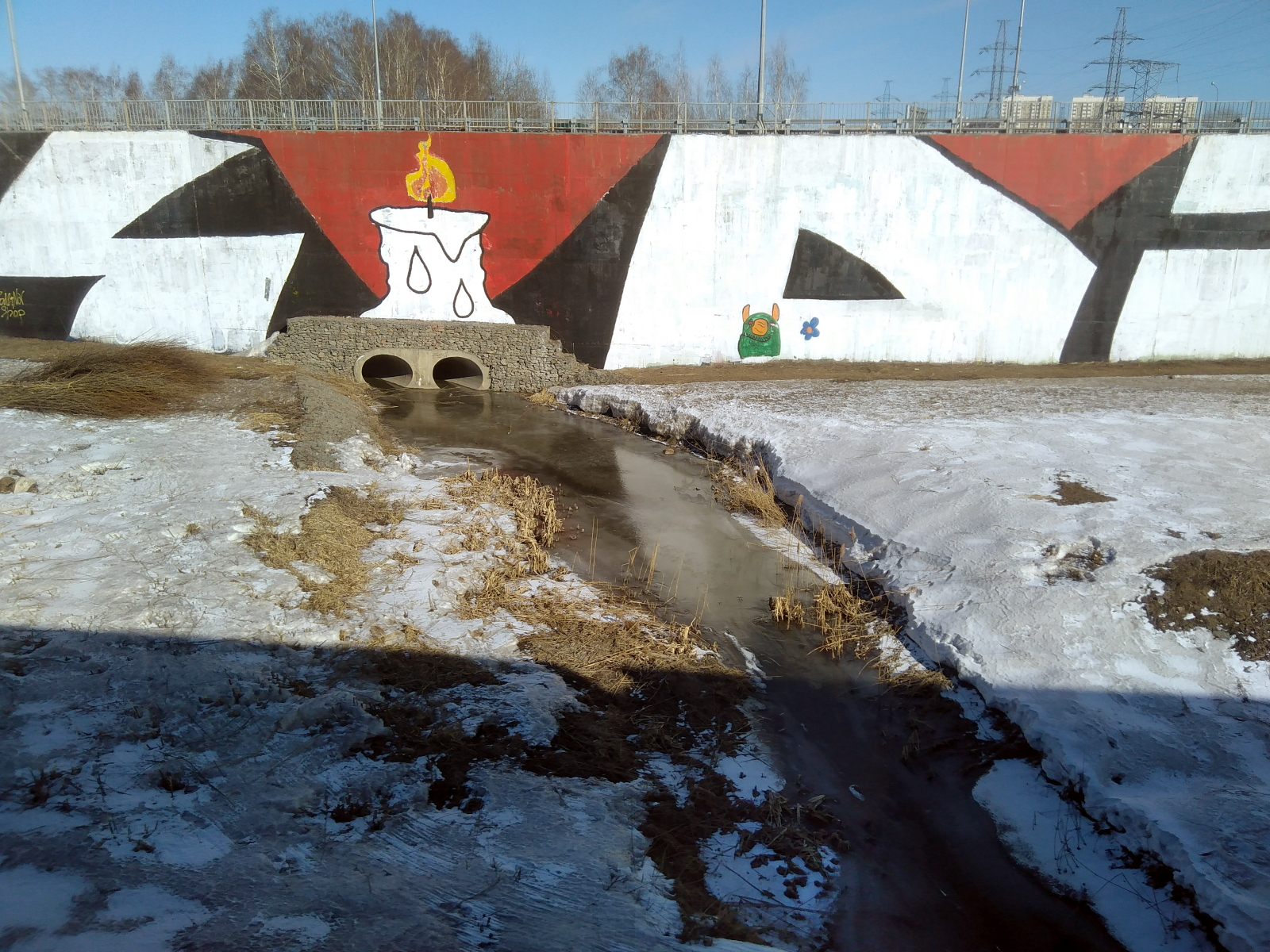
Между Савёловской жд и Новодачным шоссе.

В среднем течении образованы Долгие пруды. Точная дата их возникновения неизвестна, в самых первых упоминаниях XVI века говорится о селе Тюриково, что на прудах (ныне это место относится к Москве). Вблизи основного пруда находится усадьба Виноградово.
Одна из улиц Москвы вблизи реки носит название Мерянка.